# Ås landskommun, Jämtland
Ås landskommun var en tidigare kommun i Jämtlands län.

## Administrativ historik
Ås landskommun inrättades i Ås socken i Jämtland när 1862 års kommunalförordningar trädde i kraft 1863. Den upphörde vid kommunreformen 1952, då den gick upp i Rödöns landskommun. Sedan 1974 tillhör området Krokoms kommun.

## Kommunvapen
Ås landskommun förde inte något vapen.

## Politik

### Mandatfördelning i valen 1938-1946
| 1 | 7 | 12 |

| 20 |

| 7 | 10 | 3 |

| 20 |

| 2 | 9 | 4 | 5 |

| 19 |